# Uttertjärnen (Anundsjö socken, Ångermanland, 706567-160687)
Uttertjärnen är en sjö i Örnsköldsviks kommun i Ångermanland och ingår i Moälvens huvudavrinningsområde. Sjöns area är 0,021 kvadratkilometer och den befinner sig 270 meter över havet.